# Grand Prix automobile d'Allemagne 1992
GP précédent GP suivant
Le Grand Prix automobile d'Allemagne 1992 (Grosser Mobil 1 Preis von Deutschland), disputé sur le circuit d'Hockenheim situé dans le land de Bade-Wurtemberg en Allemagne le 26 juillet 1992, est la quarantième édition du Grand Prix, la 526e épreuve du championnat du monde de Formule 1 courue depuis 1950 et la dixième manche du championnat 1992.

## Classement
| Pos. | No | Pilote             | Écurie               | Tours | Temps/Abandon                      | Grille | Points |
| ---- | -- | ------------------ | -------------------- | ----- | ---------------------------------- | ------ | ------ |
| 1    | 5  | Nigel Mansell      | Williams-Renault     | 45    | 1 h 18 min 22 s 032 (234,798 km/h) | 1      | 10     |
| 2    | 1  | Ayrton Senna       | McLaren-Honda        | 45    | + 4 s 005                          | 3      | 6      |
| 3    | 19 | Michael Schumacher | Benetton-Ford        | 45    | + 34 s 462                         | 6      | 4      |
| 4    | 20 | Martin Brundle     | Benetton-Ford        | 45    | + 36 s 959                         | 9      | 3      |
| 5    | 27 | Jean Alesi         | Ferrari              | 45    | + 1 min 12 s 607                   | 5      | 2      |
| 6    | 26 | Érik Comas         | Ligier-Renault       | 45    | + 1 min 36 s 498                   | 7      | 1      |
| 7    | 25 | Thierry Boutsen    | Ligier-Renault       | 45    | + 1 min 37 s 180                   | 8      |        |
| 8    | 6  | Riccardo Patrese   | Williams-Renault     | 44    | Sortie de piste                    | 2      |        |
| 9    | 9  | Michele Alboreto   | Footwork-Mugen-Honda | 44    | + 1 tour                           | 17     |        |
| 10   | 21 | Jyrki Järvilehto   | BMS Dallara-Ferrari  | 44    | + 1 tour                           | 21     |        |
| 11   | 22 | Pierluigi Martini  | BMS Dallara-Ferrari  | 44    | + 1 tour                           | 18     |        |
| 12   | 24 | Gianni Morbidelli  | Minardi-Lamborghini  | 44    | + 1 tour                           | 26     |        |
| 13   | 17 | Paul Belmondo      | March-Ilmor          | 44    | + 1 tour                           | 22     |        |
| 14   | 29 | Bertrand Gachot    | Venturi-Lamborghini  | 44    | + 1 tour                           | 25     |        |
| 15   | 33 | Mauricio Gugelmin  | Jordan-Yamaha        | 43    | + 2 tours                          | 23     |        |
| 16   | 16 | Karl Wendlinger    | March-Ilmor          | 42    | + 3 tours                          | 10     |        |
| Abd. | 15 | Gabriele Tarquini  | Fondmetal-Ford       | 33    | Moteur                             | 19     |        |
| Abd. | 4  | Andrea De Cesaris  | Tyrrell-Ilmor        | 25    | Moteur                             | 20     |        |
| Abd. | 12 | Johnny Herbert     | Lotus-Ford           | 23    | Moteur                             | 11     |        |
| Abd. | 28 | Ivan Capelli       | Ferrari              | 21    | Moteur                             | 12     |        |
| Abd. | 11 | Mika Häkkinen      | Lotus-Ford           | 21    | Moteur                             | 13     |        |
| Abd. | 2  | Gerhard Berger     | McLaren-Honda        | 16    | Panne électrique                   | 4      |        |
| Abd. | 3  | Olivier Grouillard | Tyrrell-Ilmor        | 8     | Surchauffe                         | 14     |        |
| Abd. | 30 | Ukyo Katayama      | Venturi-Lamborghini  | 8     | Sortie de piste                    | 16     |        |
| Abd. | 10 | Aguri Suzuki       | Footwork-Mugen-Honda | 1     | Sortie de piste                    | 15     |        |
| Abd. | 23 | Alessandro Zanardi | Minardi-Lamborghini  | 1     | Embrayage                          | 24     |        |
| Nq.  | 32 | Stefano Modena     | Jordan-Yamaha        |       | Non qualifié                       |        |        |
| Nq.  | 7  | Eric van de Poele  | Brabham-Judd         |       | Non qualifié                       |        |        |
| Nq.  | 14 | Andrea Chiesa      | Fondmetal-Ford       |       | Non qualifié                       |        |        |
| Nq.  | 8  | Damon Hill         | Brabham-Judd         |       | Non qualifié                       |        |        |
| Npq. | 34 | Roberto Moreno     | Andrea Moda-Judd     |       | Non préqualifié                    |        |        |
| Ex.  | 35 | Perry McCarthy     | Andrea Moda-Judd     |       | Exclu                              |        |        |

## Pole position et record du tour
- Pole position : Nigel Mansell en 1 min 37 s 960 (vitesse moyenne : 250,449 km/h).
- Meilleur tour en course : Riccardo Patrese en 1 min 41 s 591 au 36e tour (vitesse moyenne : 241,498 km/h).

## Tours en tête
- Nigel Mansell : 40 (1-14 / 20-45)
- Riccardo Patrese : 5 (15-19)

## Statistiques
- 29e victoire pour Nigel Mansell.
- 59e victoire pour Williams en tant que constructeur.
- 39e victoire pour Renault en tant que motoriste.
- Perry McCarthy est exclu de la compétition pendant les phases de préqualifications pour non-respect d'un contrôle.